# Андра Деј
	Кансандра Моника Бати, познатија као Андра Деј (Едмондс, 30. децембар 1984) америчка је певачица, кантауторка и глумица. Године 2015. објавила је деби албум под називом Cheers to the Fall. На додели Греми награда 2016. године номинована је у категорији најбољи ритам и блуз албум, а њен сингл Rise Up освојио је номинацију у категорији за најбољи ритам и блуз перформанс.  Како би промовисала Rise Up, наступала је у шоу The View и освојила номинацију за награду Дневни Еми. Заједно са Стиви Вондером појавила се у реклами за Apple TV, крајем 2015. године.
У биографском филму Сједињене Државе против Били Холидеј из 2021. године тумачила је улогу Били Холидеј, за који је освојила награду Златни глобус за најбољу глумицу у филмској драми, а за исту улогу је била номинована за Оскара за најбољу глумицу. Њено уметничко име инспирисано је Холидејевом, чији је надимак био „Лејди Деј“.

## Биографија
Андра је рођена 30. децембра 1984. године у Едмондсу, Вашингтон. Преселила се у Јужну Калифорнију када је имала три године, а одрасла је на југоистоку Сан Дијега у Калифорнији, са породицом. Почела је да пева када је била дете у Првој уједињеној методистичкој цркви у Чула Висти. Андра је такође похађала часове плеса када је имала пет година, а са плесом је наставила у двадесетим годинама.
Похађала је основну школу Валенсија Парк, где је подстакнута и постала заинтересована за уметност. Када је имала дванаест година, Адра се упознала са џезом, односно са музиком Били Холидеј, Еле Фицџералд и Дајне Вашингтон, које рачуна као њене раније утицај. Похађала је Школу креативних и сценских уметности у Сан Дијегу, где је дипломирала 2003. године. Дана 11. јула 2019. године примљена је као почасна чланица у сестринство Делта Сигма Тета. После средње школе, Андра је радила око 20 различитих послова, укључујући један као дечији забављач.

## Каријера
Године 2010. тадашња супруга Стивија Вондера, Кај Милард приметила је Андру како пева у стрип центру и привукла њену пажњу, као и пажњу Вондера. Андра је убрзо након тога упознала Вондера. Између њих није успостављено непосредно партнерство, али су се повезали поново, годину дана касније. Вондер је у то време представио Андру, продуценту Адриану Гурвицу, који је сарађивао са њом, на њеном деби албуму, неколико година касније.
Андра је 2011. године потписала уговор са издавачком кућом Buskin Records, основан од стране Џефрија Еванса, који је уједно тражио да јој буде менаџер 2013. године. Касније, Андра је са издавачком кућом Buskin Recordsom, потписала уговор са Warner Records, делом због популарности и њеног Јутјуб канала где се налазе снимци снимљени углавном у спаваћој соби њене сестре у Сан Дијегу. Обрађивала је песме Џеси Џеј Mamma Knows Best, Еминема Lose Yourself, песму бенда Muse, Uprising и многе друге. Позната је по томе што је мешала песме и певала их, укључујући песму Big Poppa, коју у оригиналу изводи The Notorious B.I.G., са песмом Let's Get It On Марвина Геја. Такође је изводила помешане песме He Can Only Hold Her Ејми Вајнхаус и Doo Wop Лаурин Хил.
Током овог периода, Андра је сарађивала са Гурвицом на око четрдесет ауторских песама. Међу осталим продуцентима и сарадницима материјала који се касније нашао на њеном дебитанском албуму били су Рафале Садик, Квестлоу, Џејмс Посер, диск-џокеј Џејзи Џеф и бенд The Dap-Kings. Године 2014. Андра је наступала на Санденс филмског фестивалу, а приметио ју је режисер Спајк Ли. Андра је добила понуду од Лија да јој режира спот за сингл Forever Mine.
Андра је такође наступила 2015. године на БЕТ церемонији затварања Специјалне олимпијаде, на музичком фестивалу Есенс и у ТВ еписијама попут шоуа Џимија Кимела, Добро јутро Америко и бројним другим. Такође је извела песму Mississippi Goddam као саундтрек за Нетфликсов документарац What Happened, Miss Simone?.
Њен први студијски албум под називом Cheers to the Fall објављен је 28. августа 2015. године. Кејти Пресли из НПР-а, истакла је да Андра има „непоколебљиво самопоуздање Ерт Кит и Ами Вајнхаус без напора да схвати класични џез, приступ као Били Холидеј сировим емоцијама и Аделин распон и поп сензибилност“. Албум је номинован за најбољи ритам и блуз албум, а Rise Up номинован је на 58. додели Греми награда 2016. године за најбоље ритам и блуз извођење. Албум се нашао на четрдесет и осмом месту листе Билборд 200. У септембру 2015. године, Rise Up корићена је у реклами за Beats by Dre у којој се појавила тенисерска Серена Вилијамс. У новембру и децембру 2015. године, Андра се појавила заједно са Стиви Вондером у реклами за Apple TV, крајем 2015. године, у којој су њих двоје отпевали песму Someday at Christmas.
Њена прва национална турнеја догодила се у августу и септембру 2015. године када је отворила турнеју Ленија Кравица. У октобру 2015. године отпевала је песму Rise Up у Белој кући и поново је извела на специјалној наступу Shining a Light, на концерту за напредак у Сједињеним Државама.
У мају 2016. године Андра је склопила споразум са компанијама Мекдоналдс и Кока-кола, који су поставили њену слику на око 50 милиона шоља у Мекдоналдсу. Партнерство је било део програма Share a Cup и представљало је текстове из песме Rise Up. Купци пехара у Мекдоналдсу могли би да уђу у наградну игру, која им је омогућивала да виде Андру како наступа уживо на Есенс фестивалу у јуну 2016. године. Њена турнеја под називом Cheers to the Fall започела је у новембру 2016. године у Сан Дијегу. Андра је такође наступала другог дане Демократске националне конвеције 2016. године у Филаделфији, а за свој наступ добила је велики аплауз.
У децембру 2016. године, Андра је добила награду Паверхаус на Билборд женском музичком догађају. На питање по чему мисли да је вредна за друге, одговорила је : „Мислим да људе само треба подсећати на њихову вредност, подсећати их на сврху. Подсећати их да нисте овде само да бисте постојали, већ сте ту да утицати на људе у њиховим животима”. Године 2017. Андра је гостовала у песми Stand Up for Something са репером Commonom, за филм Маршал. Сингл је номинован за Оскара за најбољу оригиналну песму, а музичари су је извели на 90. додели Оскара у марту 2018. године. Андра је наступала са балтиморским дечјим хором на музичком наступу Марш за наше животе у Вашингтону 24. марта 2018. године. У својој првој филмској улози, Андра је глумила култну певачицу Били Холидеј, у биоградској драми под називом Сједињене Државе против Били Холидеј, за коју је освојила Златни глобус за најбољу глумицу у драми.

## Награде и нимонације
| Награда                                 | Година | Рад                                  | Категорија                                | Резултат   | Ref(s) |
| --------------------------------------- | ------ | ------------------------------------ | ----------------------------------------- | ---------- | ------ |
| Оскар                                   | 2021.  | Сједињене Државе против Били Холидеј | Најбоља глумица                           | Номинација | [ 29 ] |
| БЕТ награде                             | 2016.  | Андра Деј                            | Најбољи нови уметник                      | Номинација | [ 30 ] |
| БЕТ награде                             | 2016.  | Андра Деј                            | Најбољи женски ритам и блуз зметник       | Номинација | [ 30 ] |
| БЕТ награде                             | 2016.  | Rise Up                              | Сентрик награда                           | Номинација | [ 30 ] |
| Билборд жене у музици                   | 2016.  | Андра Деј                            | Powerhouse                                | Освојено   | [ 31 ] |
| Блек Рил награда                        | 2018.  | Stand Up for Something               | Оригинална песма                          | Номинација | [ 32 ] |
| Блек Рил награда                        | 2021.  | Сједињене Државе против Били Холидеј | Извандредна глумица                       | На чекању  | [ 33 ] |
| Блек Рил награда                        | 2021.  | Сједињене Државе против Били Холидеј | Најбољи перформанс међу уметницама        | На чекању  | [ 33 ] |
| Блек Рил награда                        | 2021.  | Tigress & Tweed                      | Најбоља оригинална песма                  | На чекању  | [ 33 ] |
| ЦМТ музичке награде                     | 2018.  | Stand Up for Something               | Перформанс године                         | Номинација | [ 34 ] |
| Филмска награда по избору критичара     | 2021.  | Сједињене Државе против Били Холидеј | Најбоља глумица                           | Номинација | [ 35 ] |
| Филмска награда по избору критичара     | 2021.  | Tigress & Tweed                      | Најбоља песма                             | Номинација | [ 35 ] |
| Далас-Форт филмска критичка асоцијација | 2021.  | Сједињене Државе против Били Холидеј | Најбоља глумица                           | Номинација | [ 36 ] |
| Дневни Еми                              | 2018.  | Rise Up (The View)                   | За изузетан музички перформанс            | Номинација | [ 37 ] |
| Златни глобус                           | 2021   | Сједињене Државе против Били Холидеј | За најбољу главну глумицу у играном филму | Освојено   | [ 38 ] |
| Златни глобус                           | 2021   | Tigress & Tweed                      | Најбоља оригинална песма                  | Номинација | [ 38 ] |
| Греми награда                           | 2016.  | Cheers to the Fall                   | Најбољи ритам и блуз албум                | Номинација | [ 39 ] |
| Греми награда                           | 2016.  | Rise Up                              | Најбољи ритам и блуз перформанс           | Номинација | [ 39 ] |
| Греми награда                           | 2018.  | Stand Up for Something               | Најбоља написана песма за Visual Media    | Номинација | [ 39 ] |
| Холивудска филмске награде              | 2017.  | Stand Up for Something               | Оригинална песма                          | Освојено   | [ 40 ] |
| НААЦП награде                           | 2016.  | Андра Деј                            | Најбољи нови уметник                      | Номинација | [ 41 ] |
| НААЦП награде                           | 2018.  | Stand Up for Something               | Најбоља уметника                          | Номинација | [ 42 ] |
| НААЦП награде                           | 2018.  | Stand Up for Something               | Најбољи дуо, група или сарадња            | Номинација | [ 42 ] |
| Соул треин музичке награде              | 2016.  | Андра Деј                            | Најбољи нови уметник                      | Номинација | [ 43 ] |
| Соул треин музичке награде              | 2016.  | Rise Up                              | Ашфорд и Симпсон награда за писање песама | Освојено   | [ 43 ] |